# Chalcididae
I Calcididi (Chalcididae Latreille, 1817) costituiscono una famiglia di insetti (Hymenoptera: Chalcidoidea) comprendente specie parassitoidi.

## Generalità
Si distinguono dalla maggior parte dei Calcidoidei per alcuni marcati caratteri morfologici condivisi in parte con l'affine famiglia dei Leucospidi.
Sono diffusi prevalentemente nelle regioni tropicali dell'emisfero meridionale. Circa 200 specie sono rappresentate nell'emisfero settentrionale.

## Descrizione
I Calcididi hanno un corpo robusto, lungo 3-10 mm, generalmente di colore nero o bruno, spesso con macchie bianche, gialle o rossastre. Capo e sul torace sono profondamente punteggiati. A differenza dei Leucospidi non hanno mai colori metallici e non presentano fenomeni di mimetismo.
Il capo porta antenne composte di 13 articoli, con funicolo composto da 7. Il torace mostra tegule rotondeggianti o ovoidali, non allungate. Le zampe posteriori hanno i femori molto ingrossati, percorsi ventralmente da una fila di denti, e le tibie arcuate. Le ali anteriori non si ripiegano longitudinalmente e hanno una vena postmarginale poco sviluppata, lunga quanto la vena stigmale o più corta. La vena stigmale può essere ridotta ad un abbozzo.
L'addome ha un ovopositore breve e portato orizzontalmente.

## Biologia
Le larve dei Calcididi sono ectoparassiti o endoparassiti di stadi larvali altri insetti, in particolare Lepidotteri, Neurotteri, Coleotteri, Ditteri e Imenotteri. Gli adulti sfarfallano dalle pupe degli ospiti, nei periodi più caldi dell'anno e si rinvengono prevalentemente su infiorescenze di Apiaceae, Asteraceae, Fabaceae.

## Sistematica e filogenesi
Hanno affinità filogenetica e morfologica con i Leucospidi che in passato erano classificati come sottofamiglia dei Calcididi, nei quali sono stati in passato inseriti al rango di sottofamiglia. I principali caratteri morfologici che contraddistinguono i Calcididi dai Leucospidi sono il mancato ripiegamento longitudinale delle ali anteriori, il ridotto sviluppo della vena postmarginale, l'ovopositore breve e mai ripiegato sul dorso dell'addome, la forma isodiametrica delle tegule.
La famiglia comprende circa 1450 specie ripartite in circa 80 generi. La sistematica ripartisce la famiglia in 5 sottofamiglie. Dal punto di vista filogenetico i Calcididi sono un raggruppamento parafiletico, pertanto si presume che in futuro alcune sottofamiglie saranno elevate al rango di famiglia.
- Sottofamiglia Chalcidinae.

Generi:
Acanthochalcis, Acrocentrus, Brachymeria, Caenobrachymeria, Chalcis, Conura, Corumbichalcis, Cratocentrus, Hovachalcis, Marres, Megachalcis, Megalocolus, Melanosmicra, Parastypiura, Phasgonophora, Philocentrus, Pilismicra, Plastochalcis, Spatocentrus, Stenochalcis, Stenosmicra, Stypiura, Trigonura, Trigonurella, Vespomorpha
- Sottofamiglia Dirhininae.

Generi:
Aplorhinus, Dirhinus, Pseudeniaca, Youngaia
- Sottofamiglia Epitraninae.

Genere:
Epitranus
- Sottofamiglia Haltichellinae.

Generi:
Allochalcis, Anachalcis, Antrocephalus, Antrochalcis, Aphasganophora, Aspirrhina, Belaspidia, Bucekia, Cephalochalcidia, Chirocera, Ecuada, Euchalcidiella, Euchalcis, Eurycentrus, Halsteadium, Haltichella, Hastius, Hayatiella, Heydoniella, Hockeria, Hybothorax, Indoinvreia, Irichohalticella, Kopinata, Kriechbaumerella, Lasiochalcidia, Nearretocera, Neochalcis, Neohaltichella, Neohybothorax, Neokopinata, Neostomatoceras,  Nipponochalcidia, Notaspidiella, Notaspidium, Oxycoryphe, Proconura, Psilochalcidia, Psilochalcis, Rhynchochalcis, Schwarzella, Solenochalcidia,  Steffanisa, Steninvreia, Sthulapada, Tainaniella, Tanycoryphus, Tanyotorthus, Thresiaella, Trichoxenia, Tropimeris, Uga, Varzobia, Xenarretocera, Xyphorachidia, Zavoya
- Sottofamiglia Smicromorphinae.

Genere:
Smicromorpha